# (467024) 2016 CY172
(467024) 2016 CY172 es un asteroide perteneciente al cinturón de asteroides descubierto por el Mount Lemmon Survey el 10 de marzo de 2005 desde el Observatorio del Monte Lemmon.